# Hans Jacob Seseman
Hans Jacob Seseman, född 6 september 1751 i Tingstad, Östergötland, död 20 april 1819 i Klara församling, Stockholm, var en svensk matematiker och nonsenspoet.

## Biografi
Seseman var son till amiralitetsskrivaren Daniel Seseman. Han skrevs in i Östgöta nation vid Uppsala universitet 1774, men uteslöts ur nationen 1778 för "otidigheter" för att återinskrivas 1790. År 1777 hade han förgäves ansökt om en docentur i matematik. Han avlade aldrig någon examen, däremot antog han 1779 den självpåhittade titeln "arithmetices magister". Han var privat räknelärare i Uppsala och blev 1791 genom Elis Schröderheims förmedling apologist och räknelärare vid Vadstena trivialskola. Från 1805 blev han tjänstefri och flyttade då till Stockholm. Han utgav bland annat en lärobok i matematik som användes i trivialskolorna. Seseman var allmänt känd för sin nonsensvers, och ofta förlöjligade pekoral. När Carl Jonas Love Almqvist utgav sin svenska verslära kallade han den Sesemaniana för att den är fylld med nonsensvers. 
För nutida svenskar är Seseman mest känd för minnesversen "30 dagar har november": 
Trettio dagar har november,
april, juni och september.
Februari tjuguåtta allen.
Alla de övriga trettioen.
Versen publicerades i hans bok Brudskrifter, friarebref med mera 1851. En annan, något mindre bekant vers av Seseman lyder:
Man bör ej äta krita
alltuppå denna jord,
men städse sig beflita
att hålla sina ord.